# Jean-Baptiste Hachème
Jean-Baptiste Hachème (* 24. Juni 1929 in Porto-Novo) ist ein beninischer Militär und Politiker. Er gehörte zum Volk der Fon und betrat die politische Bühne 1963, als er half, Aufstände von Unterstützern des ehemaligen Präsidenten Hubert Maga niederzuschlagen. In der Folge diente er unter verschiedenen Regierungen und wurde sogar kurzzeitig de facto-Oberhaupt von Dahomey.
Er wurde aus der Armee zwei Mal entlassen, wohl aufgrund seiner Herkunft aus dem Süden. Beide Male wurde er kurz darauf wieder eingesetzt und auf kleine oder weitgehend funktionslose Posten gesetzt. Hachème wurde am 28. Februar 1973 angeklagt, einen Staatsstreich gegen Präsident Mathieu Kérékou geplant zu haben und zu 20 Jahren schwerer Zwangsarbeit verurteilt. Er wurde 1984 amnestiert.

## Karriere
Hachème wurde in Porto-Novo geboren. Er schloss sich dem Militär an und errang den Rang eines Majors. 1963 war er in der Niederschlagung von Aufständen beteiligt, die Anhänger von Hubert Maga in dessen Heimatstadt Parakou begonnen hatten. Samuel Decalo beschreibt Hachèmes vorgehen als "brutal".
Während einer Phase des extremen Regionalismus in Dahomey wuchs Hachèmes Macht an. In dieser Zeit machten sich historische Spannungen der alten Königtümer Abomey, Porto-Novo und mehrerer Stämme der Nordens Luft. Letztendlich entstanden drei "Stammeszonen": Norden, Südosten und Südwesten. Diese Regionalisierung griff auch auf das Militär über, wobei die Offiziere sich je nach Ausbildung in Cliquen aufteilten. Hachème gehörte zu der "Abomey-Clique", zu der auch die Offiziere Philippe Aho, Benoit Sinzogan und Benoit Adandejan gehörten.
Hachème wurde kurzzeitig zum Oberhaupt des Comite Militare de Vigilance 1967, welches zur Unterstützung von Präsident Christophe Soglos Regime gegründet worden war. Als Maurice Kouandete im selben Jahr die Macht an sich riss, wurde Hachème zum Vorsitzenden der Interimsregierung ernannt, des Comite Militaire Revolutionaire. Damit war er de facto Staatsoberhaupt vom 18. bis zum 19. Dezember 1967. Émile Derlin Zinsou wurde im August 1968 zum Präsidenten ernannt, wodurch das Comite seine Funktion verlor und aufgelöst wurde.
Hachème erlebte jedoch die Auflösung des Comites nicht, denn man hatte ihn im Januar aus der Armee entlassen unter dem Vorwurf, ein Komplott gegen Kouandete und Alphonse Alley zu planen. Mitte der 1970 wurde Hachème zum Chief of Staff des Service Civique ernannt, ein Posten, der funktionslos war. Das Civique hatte eher landwirtschaftlichen Charakter. Captain Pierre Kadjo Koffi wurde sein Assistent.

## Späteres Leben
Im Oktober 1972, als Mathieu Kérékou die Macht an sich riss, wurde Hachème erneut aus der Armee entlassen und erhielt den Posten eines Commissioner von Dahomeys Ceramic Crafts (SONAC), einen weiteren funktionslosen Posten. Zusammen mit Alphonse Alley und Pascal Chabi Kao wurde Hachème angeklagt am 28. Februar 1973 einen Staatsstreich gegen Präsident Mathieu Kérékou geplant zu haben und wurde zu 20 Jahren schwerer Zwangsarbeit verurteilt. Hachème wurde unter Amnestie am 1. August 1984 entlassen, zusammen mit anderen politischen Häftlingen, inklusive den Verantwortlichen der "schändlichen und barbarischen imperialistischen bewaffneten Aggression vom Sonntag, 16. Januar 1977"(ignoble and barbarous imperialist armed aggression of Sunday, January 16, 1977).